# Моріц Шлік
Фрідріх Альберт Моріц Шлік (нім. Friedrich Albert Moritz Schlick, слухатиⓘ, 14 квітня 1882 – 22 червня 1936) — німецький філософ, фізик, один із засновників логічного позитивізму й Віденського гуртка.

## Ранні роки життя
Шлік народився у Берліні в заможній родині. Він вивчав фізику в Гайдельберзі, Лозанні й, урешті-решт, Берлінському університеті під керівництвом Макса Планка. У 1904 він завершив дисертацію під назвою "Über die Reflexion des Lichts in einer inhomogenen Schicht" ("Про розсіяння світла в неоднорідному середовищі"). Після року роботи приват-доцентом в Геттінгені Шлік переїхав до Цюриха, де почав вивчати філософію. 1908 року він опублікував книгу Lebensweisheit ("Мудрість життя"), присвячену евдемонізму, теорії про те, що щастя найвища етична цінність. Габіталіційна робота "Das Wesen der Wahrheit nach der modernen Logik" ("Природа істини відповідно до сучасної логіки") побачила світ 1910 року. Після неї були написані кілька есе з естетики, а потім Шлік зацікавився проблемами епістемології, філософії науки й загальними науковими проблемами. Зокрема 1915 року він написав статтю про спеціальну теорію відносності Альберта Ейнштейна, всього лиш через 10 років після появи теорії. Інша робота Шліка, Raum und Zeit in der gegenwärtigen Physik ("Простір і час у сучасній фізиці"), розвинула попередні результати, застосувавши геометричний конвенціоналізм Пуанкаре для пояснення включення неевклідової геометрії у загальну теорію відносності.

## Віденський гурток та Вітгенштайн
Шлік деякий час працював у Ростоку й Кілі, а з 1922 став завідувати кафедрою натурфілософії у Віденському університеті. Раніше на цій посаді працювали Людвіг Больцман та Ернст Мах. Шлік мав неабиякий організаторський хист, що допомогло йому зібрати навколо себе талановитих філософів та науковців. У Відні його запросили очолити групу, що регулярно щочетверга збиралася в хімічному корпусі для обговорення науково-філософських проблем. Одним з перших членів групи був математик Ганс Ган, а через кілька років до них приєдналися Рудольф Карнап, Герберт Фейгль, Курт Гедель, Отто Нейрат, Фрідріх Вайсманн та інші. Спочатку вони називали себе асоціацією імені Ернста Маха, але ввійшли в історію під назвою Віденського гуртка. Впродовж 1925-1926 років гурток обговорював нові праці, присвячені основам математики, авторами яких були Готлоб Фреге, Бертран Рассел та Людвіг Вітгенштайн. Логіко-філософський трактат Віттгенштайна, короткий лаконічний яскравий твір, запропонував серед іншого логічну теорію знаків й картинну або модельну теорію мови. Гурток і Шлік, зокрема, були вражені цією працею й присвятили багато часу її вивченню. Навіть коли трактат перестав бути головною темою, його часто згадували й цитували. Врешті-решт, Віттгенштайн згодився зустрітися з членами гуртка для обговорення Трактату та інших ідей. Завдяки впливу Шліка Віттгенштайн згодився повернутися в філософію після десятирічної перерви. Дискусії зі Шліком та Вайсманном продовжувалися доти, доки Віттгенштайн не відчув, що його ідеї використовуються без дозволу Карнапом, хоча таке звинувачення сумнівне. Пізніше Віттгенштайн ще листувався зі Шліком, хоча з членами гуртка більше не зустрічався.

## Загальна теорія знаннята пізні роботи
Шлік працював над Allgemeine Erkenntnislehre (Загальна теорія знання) в проміжку між 1918 та 1925,
і, хоча пізніші зміни філософських поглядів ускладнили розуміння великої частини тверджень, Загальна теорія є, мабуть, його найважливішою працею. Основним мотивом роботи є гостра критика синтетичного апріорного знання. Шлік переконаний, що тільки самоочевидні твердження, такі як твердження формальної логіки та математики, істинні за означенням. Істинність будь-яких інших тверджень потрібно перевіряти емпіричним досвідом. Твердження, що не є означенням, і яке неможливо верифікувати або фальсифікувати досвідом, є «метафізичним», що рівнозначно з безглуздям, нісенітницею. Такої думки притримувалися усі члени Віденського гуртка.

## Проблеми етики
У проміжку між 1926 та 1930 Шлік завершив Fragen der Ethik (Проблеми етики), книгу, якою він здивував деяких членів гуртка, оскільки визначив етику розділом філософії. У праці Позитивізм та реалізм Шлік запропонував одне з найкращих означень позитивізму, як такого світогляду, «що заперечує можливість метафізики». Відповідно, за Шліком метафізика є доктриною «справжнього буття», «річчю в собі», «трансцедентальним буттям». Отже, позитивізм — це епістемологія, яка вважає єдино істинними дані та складові досвіду. Віденський гурток опублікував працю «Науковий погляд на світ: Віденський гурток», у якій його антиметафізичні погляди виражені кришталево ясно.

## Вбивство
Із ростом нацизму в Німеччині та Австрії чимало членів Віденського гутка виїхали в США або Велику Британію. Але Шлік залишився у Віденському університеті. 22 червня 1936 року Шліка в коридорі перестрів і застрелив колишній студент Йоганн Нельбек. Він стверджував, що філософія Шліка «вплинула на його моральні перестороги»: мабуть, це означало, що Нельбек скотився до гомосексуальності, і параноїдально звинувачував Шліка у своєму падінні. Можливо, також, що мотивом убивства були ревнощі щодо студентки — хворій уяві Нельбека Шлік видавався конкурентом. Нельбека засудили, і ця подія в умовах росту нацистських і антиєврейських почуттів отримала викривлене висвітлення в пресі. Той факт, що Шлік євреєм не був, означав мало. Нельбек отримав 10 років ув'язнення і був випущений на поруки через два роки, ставши після аншлюсу членом Австрійської націонал-соціалістичної партії.